# Растворов, Александр Николаевич
Александр Николаевич Растворов (19 октября 1871, Оренбургская губерния — после 1907) — волостной писарь, депутат II Государственной думы Российской империи от Оренбургской губернии (1907).

## Биография
Александр Растворов родился 19 октября 1871 года в Оренбургской губернии в крестьянской семье. Александр получил низшее образование — окончил сельскую школу.
В 1907 году Растворов работал волостным писарем на Миасском заводе Троицкого уезда родной губернии. По одним сведениям, он был беспартийным, хотя и примыкал к Конституционно-демократической партии; по другим — был кадетом. На момент избрания в Думу владел недвижимым имуществом, оценённым в 2 тысячи рублей.
6 февраля 1907 года крестьянин А. Растворов был избран во Вторую Государственную думу Российской империи от общего состава выборщиков Оренбургского губернского избирательного собрания.
Бланки «Сведений о членах Государственной Думы» свидетельствуют, что Растворов «как сам объясняет, по поручению крестьян, своих однодеревцев, придерживается программы партии мирного обновления» — причём, единственный из депутатов-«оренбуржцев».
Несмотря на это, в Думе второго созыва Александр Николаевич, как и юргамышский крестьянин К. И. Осипов, вошёл во фракцию Партии народной свободы. Кроме того, Растворов стал также членом думской аграрной комиссии.
Дальнейшая, «постдумская» судьба Александра Николаевича Растворова на сегодняшний день неизвестна.